# 純愛ディソナンス
『純愛ディソナンス』（じゅんあいディソナンス）は、2022年7月14日から9月22日まで、フジテレビ系「木曜劇場」枠にて放送されていたテレビドラマ。主演は中島裕翔。

## 概要
本作は2部作で構成されており、第1部では大学の先輩である小坂由希乃の後任として桐谷高校に赴任してきた新田正樹と自身が担任をするクラスの生徒である和泉冴が前任教師の失踪事件をきっかけとして、教師と生徒との垣根を超えた深い絆で結ばれていくさまを描く。第2部では本心で向き合えぬまま別れてしまった5年後、正樹が結婚していたことにより、かつて互いに引かれ合っていた2人の関係性に微妙なずれが生じてきて、複雑な人間関係も相まってディソナンス（不協和音）を生み出していく過程を描く。

## キャスト

### 主要人物
新田正樹（）〈25〉
演 - 中島裕翔（幼少期：石塚錬）
本作の主人公。桐谷高校の音楽教師。前任教師が失踪したことに伴い赴任。教師退職後に愛菜美と結婚し、彼女の父親の会社「モノリスエステート」に勤務する。
和泉冴（）
演 - 吉川愛
本作のヒロイン。桐谷高校に通う女子高生。正樹のクラスの生徒。卒業後に家を出てシェアハウス「アカツキ荘」で生活。IT会社「コアスパーク」にバイトとして勤める。

### 桐谷高校
碓井愛菜美（）
演 - 比嘉愛未
国語教師。正樹の同僚。5年後に冴が再会した時には正樹と結婚し人気作家・美南彼方となっていた。碓井賢治の娘。
朝比慎太郎（）
演 - 髙橋優斗（HiHi Jets/ジャニーズJr.）
冴の同級生で映像研究部に所属。卒業後は冴と同じシェアハウス「アカツキ荘」で生活する。
小坂由希乃（）
演 - 筧美和子 （第1話 - 第3話・第10話・最終話）
前任の音楽教師。正樹の大学の先輩。失踪後、遺体で発見される。
影山勉（）
演 - 手塚とおる（第1話・第2話）
教頭。
加賀美理（）
演 - 眞島秀和（第1話 - 第3話・第9話・第10話・最終話）
冴のクラス担任。小坂由希乃を殺した罪で収監される。5年後、「すぐそばに禍が迫っている。過去からは、逃れられない」と書かれた手紙を獄中から正樹に送る。
芳野（）
演 - 氏家恵（第1話 - 第3話）
正樹の同僚教諭。
佐竹博（）
演 - 上谷圭吾（第1話 - 第3話）
正樹の同僚教諭。
常松翔太（）
演 - 浦上晟周（第1話 - 第3話・第9話）
冴のクラスメート。現在はコピー機の営業。
高田蓮（）
演 - 丈太郎（第1話 - 第3話・第9話）
冴のクラスメート。現在は実家の工務店で修行中。
染谷結奈（）
演 - 伊藤萌々香（第1話 - 第3話・第9話）
冴のクラスメート。現在はケーブルテレビ局のAD。
冴のクラスメートの女子高生
演 - 榎本凛（第1話・第2話）、横田未来（第1話・第2話）、伊藤雨音（第1話・第2話）

### 正樹の関係者
新田秀雄（）
演 - 神保悟志
正樹の父であり、学校法人立秀学園の理事長。
新田景子
演 - 舟木幸
正樹の母。
新田幸助
演 - 平賀裕大
正樹の兄。故人。

### 冴の関係者
和泉静（）
演 - 富田靖子
冴の母親。いわゆる毒親で、冴をあらゆる面で束縛していた。

### コアスパーク
路加雄介（）
演 - 佐藤隆太（第2話 - ）
マッチングアプリを開発するIT会社の社長。冴のアルバイト先の上司。
木之本創
演 - 清水伸（第3話 - ）
路加の右腕。
浅井
演 - 風見梨佳（第4話 - ）

門田秀信
演 - 田中尚樹（第4話 - ）

### モノリスエステート
碓井賢治（）
演 - 光石研（第2話 - ）
愛菜美の父。5年後の正樹が勤務する不動産会社・モノリスエステートの社長。第1部から登場。
碓井北都（）
演 - 和田正人（第3話 - ）
愛菜美の異母兄。
伊藤
演 - 佐藤祐基（第3話）
自主退職に追い込まれる。
杉崎康太
演 - 岡田地平（第3話 - ）
正樹の部下。
町田
演 - しおつかけいいちろう（第3話 - ）
正樹の部下。

### シェアハウス「アカツキ荘」の住人
冴と慎太郎らが住むシェアハウス。
園田莉子（）
演 - 畑芽育（第3話 - ）
慎太郎のことを密かに想っている。
村上晴翔（）
演 - 藤原大祐（第4話 - ）
「上京したばかりの19歳のフリーター」と名乗るが、実は加賀美理の息子。5年前、小坂由希乃を学校の階段から突き落とした。
寺尾優
演 - 溝口琢矢（第3話）
実家の店を継ぐためにシェアハウスを退去する。

### その他
色部
演 - 髙橋洋（第3話 - ）
美南彼方のマネージャー。

### ゲスト
第1話
鈴村
演 - アキラ100%
正樹のかつての職場「鈴村ピアノ教室」経営者。
ピアノ教室の生徒
演 - 小林京慎
鈴村ピアノ教室で正樹が教えていた少年。
小野寺、三井
演 - 宮嶋剛史（第2話・第3話）、竹田哲朗（第2話・第3話）
由希乃の事件を捜査する藤倉署刑事。
葉山
演 - 七枝実
和泉静の恋人。冴がこつこつバイトで貯めた金を静に貢がれる。
加賀美の妻
演 - 桑原麻紀（第10話）
第2話
平岡
演 - 斉藤一平
静の新たな勤務先「武蔵野うどん うちたて家」店主。静と親密な関係になってしまう。
管理人
演 - 山本啓之
メイルボックスサービス B-BOX 管理人。由希乃のビデオを預かっていた。
ウェイトレス
演 - 藤山凜
静の就職祝いで冴と予約した海岸通りのイタリアンレストランのウェイトレス。
第4話
倉持信也
演 - 加藤啓
管理会社のモノリスエステートと対立するタワーマンションの住人代表。医者。
大橋
演 - 是近敦之
愛菜美が冴に紹介した編集者。冴の小説原稿を酷評する。
住人の男
演 - 伊木輔
タワーマンションの住人だが、モノリスエステートに情報を流す内通者。
受付
演 - 羽鳥早紀
コアスパークの「セカプリ」パーティの受付。
男性
演 - 佐藤タダヤス
「セカプリ」パーティで冴をしつこく口説いてきた男。
工員
演 - 橋本全一
解体屋時代の新田正樹の同僚。冴との写真のことで正樹に激しく絡む。
暴漢
演 - 松藤拓也
倉持を尾行した正樹に襲い掛かる。
バーテン
演 - 宇賀神亮介（第5話 - 第7話）
愛菜美と路加が行きつけのバーのバーテン。
第5話
従業員
演 - 松島志歩
ホテルのフロント従業員
第6話
リノベーション工事業者
演 - ジャン・裕一
モノリスエステートとコアスパークのプロジェクトのために正樹が依頼した業者。
第7話
出版社社員
演 - 斉藤佑介（最終話）
春詠舎・第32回新人小説コンクール担当。
審査員
演 - 津村和幸
春詠舎・第32回新人小説コンクール審査員。
情報屋
演 - 遠藤隆太（第9話）
正樹の依頼で路加の身辺を探る。
路加はな
演 - 東山結衣
路加雄介の妻。現在は家を出て長野在住。
路加ましろ
演 - 太田結乃（10歳時）、三好なこ（幼少期）
路加雄介の娘。
小菅
演 - 林和義（第9話・第10話・最終話）
静の自称彼氏。彼女を探して上京した。
第8話
野水百合子
演 - 阿部朋子 （第9話）
マルカートピアノ教室経営者。
弁護士
演 - 若林秀敏 （最終話）
藤沢西弁護士事務所。村上の父は縁を切ったのだから晴翔ともう会うつもりはない、と伝える。
第9話
橘
演 - 吉田宗洋（第10話）
静の主治医。
不動産屋
演 - 仲義代
就職相談に来た正樹に「碓井から『新田を雇うな』と一帯に御触れが出ている」と告げる。
店員
演 - 池田和樹
慎太郎が働くレストラン「naturam」の店員。
第10話
ニュースキャスター
演 - 武裕美
コアスパークがモノリスエステートの傘下に入ったニュースを伝える。
最終話
記者
演 - 猪征大

## スタッフ
- 脚本 - 玉田真也、大林利江子、倉光泰子、武井彩
- 音楽 - 横山克
- 主題歌 - Hey! Say! JUMP「Fate or Destiny」（ジェイ・ストーム）[51]
- 編成企画 - 高野舞
- 演出 - 木村真人、土方政人、菊川誠（共同テレビ）
- プロデュース - 森安彩、関本純一（共同テレビ）
- 制作 - フジテレビ
- 制作著作 - 共テレ

## 放送日程
| 各話                                                                        | 放送日  | サブタイトル                       | 脚本       | 演出     | 視聴率 |
| --------------------------------------------------------------------------- | ------- | ---------------------------------- | ---------- | -------- | ------ |
| 第1話                                                                       | 7月14日 | 禁断の愛が、運命の歯車を狂わせる   | 玉田真也   | 木村真人 | 4.8%   |
| 第2話                                                                       | 7月21日 | 禁断の恋、殺人事件、不協和音が…!   | 大林利江子 | 土方政人 | 4.3%   |
| 第3話                                                                       | 7月28日 | 第一部終幕!物語は５年後の再会へ…   | 大林利江子 | 木村真人 | 4.4%   |
| 第4話                                                                       | 8月04日 | 妻の愛憎が、波乱の渦を巻き起こす   | 玉田真也   | 木村真人 | 3.7%   |
| 第5話                                                                       | 8月11日 | 結婚記念日に仕掛けられる真夏の一夜 | 倉光泰子   | 土方政人 | 3.8%   |
| 第6話                                                                       | 8月18日 | 過去へのけじめ…運命の選択          | 倉光泰子   | 菊川誠   | 3.7%   |
| 第7話                                                                       | 8月25日 | 夫婦の崩壊、覚悟のキス             | 武井彩     | 木村真人 | 3.6%   |
| 第8話                                                                       | 9月01日 | 壊れる絆！純愛と泥沼は紙一重       | 大林利江子 | 土方政人 | 3.9%   |
| 第9話                                                                       | 9月08日 | 過去の因縁、新たな禍い             | 武井彩     | 菊川誠   | 3.9%   |
| 第10話                                                                      | 9月15日 | 逃れられない親子の縁･･･最終章へ    | 大林利江子 | 菊川誠   | 3.2%   |
| 最終話                                                                      | 9月22日 | この純愛は運命か宿命か             | 大林利江子 | 木村真人 | 3.9%   |
| 平均視聴率 3.9%（視聴率はビデオリサーチ調べ、関東地区・世帯・リアルタイム） |         |                                    |            |          |        |

## スピンオフドラマ
本編では描かれなかった第1部と第2部をつなぐ空白の5年間の物語を『純愛ディソナンス 転調〜空白の5年間〜』のタイトルで「TVer」オリジナルドラマとして、2022年8月18日に放送された第6話の放送終了後から配信。

### キャスト（スピンオフ）
- 新田正樹 - 中島裕翔
- 和泉冴 - 吉川愛
- 碓井愛菜美 - 比嘉愛未
- 朝比慎太郎 - 髙橋優斗
- 路加雄介 - 佐藤隆太
- 碓井賢治 - 光石研
- 園田莉子 - 畑芽育
- 和泉静 - 富田靖子（回想）
- 寺尾優 - 溝口琢矢
- 路加はな - 東山結衣
- 路加ましろ - 三好なこ
- 路加のかつての上司 - 山田義晴[65]
- 正樹のかつての上司 - 児玉貴志[66]
- 正樹のかつての同僚工員 - 橋本全一（回想）
- モノリスエステートに切られた建設業者 - 小沼朝生[67]
- 冴のバイト先の店長 - 比佐仁
- 冴のバイト先の同僚 - 森脇梨々夏、宮野真菜

### スタッフ（スピンオフ）
- 脚本 - 武井彩